# باريس هيلتون
باريس ويتني هيلتون (مواليد 17 فبراير 1981) مغنية وممثلة وعارضة أمريكية، فهي حفيدة كونراد هيلتون (مؤسس فنادق هيلتون) ووريثته. عاشت طفولتها وريثة للسلاسل ثم اشتهرت بعد عرضها الأفلام المثيرة للجدل.
بدأت شهرة باريس ترتفع في حوالي عام 2001، حيث قادتها شهرتها لأن تشترك في برنامج الحياة الواقعية The" "Simple Life من قناة Fox الأمريكية والذي وصل الآن إلى موسمه الخامس. كممثلة، برزت باريس هيلتون في عدد من الأدوار الثانوية في بعض الأفلام، أبرزها فلم الرعب (بالإنجليزية: The House Of Wax)‏ سنة 2005 والتي حازت على جائزة التوتة الذهبية لدورها في الفيلم. وفي عام 2006 قامت بنشر ألبومها الأول بعنوان Paris.
تعرضت باريس هيلتون لعدد من المشاكل مع القانون، كان آخرها في عام 2010. في كاس العالم حيث ضبطت وهي تدخن الحشيش في احدا مباريات كاس العالم 2010 في جنوب أفريقيا. وسبق ذلك في عام 2007، فقد حكم عليها بالسجن 45 يوما ثم تم تخفيفها إلى 23 يوماً فقط حيث تم ضبطها وهي تقود سيارتها البنتلي برخصة موقوفة. شاركت مع المغنية غابي ديمارتينو في الفيديو الموسيقي لأغنية Flowers وأغنية Sorry Not Sorry لديمي لوفاتو.
ولدت باريس هيلتون في 17 فبراير 1981 في مدينة نيويورك في الولايات المتحدة الأمريكية، وهي أكبر أولاد ريتشارد و‌كاثي هيلتون. ثم انتقلت إلى مدينة لوس انجلوس للعيش هناك واستطاعت أن تحقق شهرة في عدة أيام من خلال برنامج الحياة البسيطة. ويبلغ إجمالي ثروة عائلتها 5.0 مليار دولار.

## ملفها القانوني
في شهر يونيو 2007 تم إلقاء القبض على باريس وهي تقود سيارتها البنتلي وهي ثملة وقد حكمت المحكمة على هيلتون بالسجن لمدة 23 يوم.
كما اتهمت بحيازة المخدرات في مونديال جنوب أفريقيا 2010.

## ثروتها
تقدر ثروة باريس هيلتون ب 100 مليون دولار ولكن تقدر ثروة عائلتها ب 5,0 مليار دولار.

## وصلات خارجية
- الموقع الرسمي
- باريس هيلتون على موقع IMDb (الإنجليزية)
- باريس هيلتون على موقع ميتاكريتيك (الإنجليزية)
- باريس هيلتون على موقع روتن توميتوز (الإنجليزية)
- باريس هيلتون على موقع قاعدة بيانات الأفلام العربية
- باريس هيلتون على موقع ألو سيني (الفرنسية)
- باريس هيلتون على موقع ميوزك برينز (الإنجليزية)
- باريس هيلتون على موقع تيرنر كلاسيك موفيز (الإنجليزية)
- باريس هيلتون على موقع أول موفي (الإنجليزية)
- باريس هيلتون على موقع قاعدة بيانات الأفلام السويدية (السويدية)
- باريس هيلتون على موقع إن إن دي بي (الإنجليزية)